# Lavrentios Alexanidis
Lavrentios Alexanidis, también escrito como Lavrentis Alexanidis –en griego, Λαυρέντιος Αλεξανίδης– (Kvemo Kenti, URSS, 10 de marzo de 1978), es un deportista griego, de origen georgiano, que compitió en judo. Ganó dos medallas de bronce en el Campeonato Europeo de Judo, en los años 2005 y 2008.

## Palmarés internacional
| Campeonato Europeo | Campeonato Europeo      | Campeonato Europeo | Campeonato Europeo |
| Año                | Lugar                   | Medalla            | Categoría          |
| ------------------ | ----------------------- | ------------------ | ------------------ |
| 2005               | Róterdam (Países Bajos) | Medalla de bronce  | –60 kg             |
| 2008               | Lisboa (Portugal)       | Medalla de bronce  | –60 kg             |